# بنون سوان
بنون سوان (انگلیسی: Benon Sevan؛ زادهٔ ۱۸ دسامبر ۱۹۳۷) دیپلمات اهل قبرس است وی مشاور ارشد نماینده ویژه دبیرکل سازمان ملل متحد در امور افغانستان بود. سوان یکی از بازیگران بین‌المللی دخیل در موافقتنامه جنوا (ژنو) بود. در زمان مأموریت آقای سوان، موافقتنامه‌هایی میان افغانستان و پاکستان با نظارت شوروی و آمریکا، برای پایان جنگ در افغانستان امضاء شد. آقای سوان در سال ۱۹۹۲، زمانی که علیه داکتر نجیب الله کودتای درون دولتی صورت گرفت و کودتاچیان قدرت را به مجاهدین تحویل داده بودند، به کابل رفت تا زمینه خروج او از افغانستان را فراهم کند؛ اما بر اساس گزارش‌ها، شبه‌نظامیان وابسته به عبدالرشید دوستم مانع حرکت خودرو حامل دکتر نجیب الله به سوی فرودگاه کابل شدند و او به دفتر سازمان ملل متحد بازگشت و چهار سال بعد به دست طالبان در آن دفتر کشته شد.